# Nematidium
Nematidium is een geslacht van kevers uit de familie somberkevers (Zopheridae).

## Soorten
Deze lijst is mogelijk niet compleet.
| - N. argentinum - N. australicum - N. confusum - N. constrictum - N. cylindricum - N. elongatum | - N. filiforme - N. peruvianum - N. poggii - N. strictum - N. tenuissima |